# Polyquaternium-7
Polyquaternium-7 ist ein makromolekularer Stoff aus der Gruppe der Polyquaternium-Verbindungen und wird in der Körperpflegeindustrie verwendet.
Bei Polyquaternium-7 handelt es sich um ein polymeres quartäres Ammoniumsalz von Acrylamid und Dimethyldiallylammoniumchlorid.

## Verwendung
Polyquaternium-7 findet zum Aufbrechen von Emulsionen, in der Schlammentwässerung und als Entwässerungshilfe Verwendung. Es handelt sich um einen kationischen Polyelektrolyten.

## Wissenschaftliche Studien
Es gibt Studien über den Einfluss von Polyquaternium-7 auf Rheologie und Mikrostruktur von Cremen und die Wirksamkeit, Mechanismus und Testmethoden von Balsam-Polymeren in heutigen Shampoo-Formulierungen.